# Johann Carl Groß

Johann Carl Groß.

Johann Carl Groß (* 22. Januar 1778 in Leipzig; † 22. Dezember 1866 in Dresden) war ein sächsischer Politiker und von 1840 bis 1848 Bürgermeister der Stadt Leipzig.

## Werdegang
Groß war Sohn eines Leipziger Kaufmanns und Handelsdeputierten und einer Schwester Pestalozzis. Ab 1794 studierte er Rechtswissenschaften an der Universität Leipzig. 1803 wurde er hier mit einer Arbeit zum sächsischen Recht zum Dr. iur. promoviert.
1808 trat Groß in den Rat der Stadt ein und wurde Beisitzer im Leipziger Schöffengericht. Während der Völkerschlacht im Oktober 1813 war er an mehreren Abordnungen der Stadt bei Verhandlungen mit Napoléon Bonaparte beteiligt. 1815 wurde er Senator, 1828 Stadtrichter. 1831 trat er als Ratsmitglied zurück. Im darauf folgenden Jahr trat Groß in das Sächsische Justizministerium ein. Hier wirkte er maßgeblich an der Ausarbeitung des als liberal geltenden sächsischen Kriminalgesetzbuchs von 1838 mit.
Am 2. März 1840 wurde er in der Nachfolge Christian Adolf Deutrichs Bürgermeister der Stadt Leipzig. Damit verbunden war von Amts wegen ein Mandat in der I. Kammer des Sächsischen Landtags. Obwohl Groß den Staatsreformern von 1830/31 nahestand, wurde er wegen seiner früheren Ratsmitgliedschaft als Vertreter des „alten Regimes“ angesehen. Die bürgerliche Umgestaltung sowie die wirtschaftliche und kulturelle Entwicklung der Stadt setzten sich auch unter seiner Amtsinhaberschaft fort. Allerdings mehrten sich die Zeichen einer politischen und wirtschaftlichen Stagnation. In seine Amtszeit fielen die Aufnahme des Eisenbahnverkehrs nach Halle (1840), die Entstehung der Inneren Westvorstadt (ab 1844) und das Hungerjahr 1847. Groß war bemüht, die schlimmsten sozialen Missstände abzumildern.
Um eine Revolution im Königreich Sachsen zu verhindern, versuchte Groß zu Anfang des Jahres 1848, den sächsischen König Friedrich August II. zu politischen Zugeständnissen an die liberale Opposition im Lande zu bewegen. Da ihm dies nicht gelang, trat er am 15. April 1848 vom Amt des Bürgermeisters zurück und legte auch alle sonstigen städtischen Ämter nieder.
Sein Nachfolger wurde Hermann Adolph Klinger.